# 基西坎查山
12°13′21″S 75°53′00″W / 12.22250°S 75.88333°W
基西坎查山（K'isi Kancha），是秘魯的山峰，位於該國中南部利馬大區，由堯約斯省的米拉弗洛雷斯區負責管轄，屬於秘魯中部山脈的一部分，海拔高度5,000米。